# Portezuelo
Portezuelo – gmina w Hiszpanii, w prowincji Cáceres, w Estramadurze, o powierzchni 126,11 km². W 2011 roku gmina liczyła 264 mieszkańców.